# Tenebroides corrugata
Tenebroides corrugata is een keversoort uit de familie schorsknaagkevers (Trogossitidae). De wetenschappelijke naam van de soort werd in 1913 gepubliceerd door Henry Frederick Wickham.